# Дарёобод (джамоат Гулистон)
Дарёобод (тадж. Дарёобод) — село в районе Рудаки Республики Таджикистан. Входит в состав джамоата (сельской общины) Гулистон района Рудаки.
Находится недалеко от г. Душанбе, на расстоянии 24 км от райцентра (пгт. Сомониён) и 4 км от центра общины (село Гулистон).
Население — 1939 чел. (2017), таджики. Население в основном занято сельским хозяйством, часть населения также работает в городе Душанбе.
Расположен на берегу реки Кафирниган. 